# PD-L1
El ligando 1 de muerte programada (en inglés: Programmed Death-ligand 1, PD-L1), cúmulo de diferenciación 274 (CD274) u homólogo 1 de B7 (en inglés: B7 homolog 1, B7-H1) es una proteína, que en el ser humano es codificada por el gen CD274.
PD-L1 es una proteína transmembrana de tipo 1 con un papel inmunoregulador significativo mediante la supresión del sistema inmunitario en procesos fisiológicos como el embarazo, la presentación de antígenos a linfocitos T, trasplantes de tejidos y órganos, y también en procesos patológicos como en las enfermedades inmunitarias, el cáncer y las enfermedades infecciosas. El sistema inmunitario reacciona en condiciones normales frente a antígenos foráneos asociados con señales de peligro exógenas o endógenas. Esto causa la proliferación de linfocitos T CD8 y CD4 específicos frente a estos antígenos. La unión del ligando PD-L1 con sus receptores PD-1 o B7.1 (CD80) transmite una señal inhibitoria a los linfocitos T que reduce su proliferación y puede causar su apoptosis como consecuencia de una inhibición del gen Bcl-2. A su vez, PD-L1 transmite señales intracelulares en las células que lo expresan que favorecen la proliferación y supervivencia celular, y protegen frente a estímulos pro-apoptóticos como los interferones.

## Historia
PD-L1 fue descubierta en la Clínica Mayo como una molécula inmunoreguladora, y en un principio se la denominó B7-H1 debido a su homología con las proteínas de la familia B7. Una vez que se averiguó  que su molécula ligando era PD-1, fue rebautizada como PD-L1. Se observó que PD-L1 se sobreexpresaba en un número significativo de células tumorales, y que el bloqueo de la misma con anticuerpos monoclonales reducía el crecimiento de las células cancerosas en presencia de células del sistema inmunitario. Estas observaciones sugirieron que PD-L1 ayudaba a las células tumorales a evadir el sistema inmunitario, favoreciendo la progresión tumoral

## Estructura
PD-L1 es una molécula transmembrana de tipo 1 que pertenece a la familia B7 de proteínas co-estimuladoras/co-inhibitorias de la presentación de antígenos a los linfocitos T. Esta proteína consta de un dominio extracelular de tipo inmunoglobulina, en el que las regiones variables están involucradas en la unión con sus receptores. A continuación posee un pequeño dominio transmembrana hidrofóbico que ancla la proteína a la membrana plasmática de la célula. PD-L1 presenta un dominio intracelular corto anfipático que contiene dos secuencias filogenéticamente conservadas que regulan su señalización intracelular.

## Unión a sus receptores

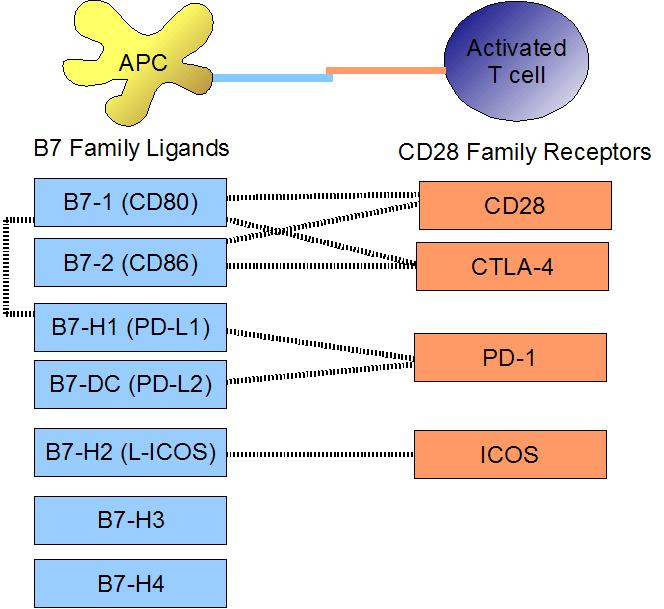
Binding interactions

El ligando PD-L1 se une a su receptor PD-1, que se encuentra expresado tanto en la superficie de linfocitos T y B activados, como en otras células de linaje mieloide. Esta unión ligando-receptor modula la activación y las funciones de estas células. La afinidad de la unión entre PD-L1 y PD-1 es de 770nM definida por su constante de disociación Kd.

Asimismo, PD-L1 presenta también una afinidad significativa por la molécula  co-estimuladora CD80 (B7-1), pero no por CD86 (B7-2). La afinidad de PD-L1 por CD80 es de 1.4µM, comprendida entre las afinidades de CD80 por sus ligandos principales CD28 de 4.0µM y CTLA-4 de 400nM, respectivamente).

## Señalización
La unión de PD-L1 con su receptor PD-1 expresado en los linfocitos T genera una señal en éstos que inhibe la producción de interleucina 2 (IL-2) dependiente del receptor del linfocito T (TCR) y su proliferación. Estos efectos son causados por la inhibición de la fosforilación de ZAP-70 y su asociación con la cadena zeta del TCR CD3ζ. La señalización de PD-1 producida por la unión con PD-L1 atenúa también la fosforilación de PKC-θ, necesaria para la activación de los factores de transcripción NF-κB yAP-1, y la producción IL-2 como resultado del reconocimiento de antígeno por parte del TCR del linfocito T. La unión de PD-L1 también induce la expresión de la ubiquitina ligasa E3 CBL-b, causando la internalización del TCR.
A su vez, PD-L1 tiene capacidades de señalizar intracelularmente en las células tumorales, protegiéndolas frente a estímulos pro-apoptóticos como la unión Fas-FasL o los interferones. Esta señalización intrínseca de PD-L1 activa la ruta metabólica mTOR, favoreciendo la supervivencia y crecimiento celular.

## Regulación de su expresión en las células

### Por interferones
PD-L1 se expresa en una gran variedad de tipos celulares tras la estimulación con interferones, incluidos los linfocitos T y B, células NK, células inmunológicas mieloides (macrófagos, células dendrítica, células mieloides supresoras), células endoteliales, epiteliales y células tumorales. Esto es debido a que el promotor que controla la transcripción del gen PD-L1 (la producción de ARN mensajero) contiene un elemento de unión al factor de transcripción regulador del interferón IRF-1.

### PormicroARNs
Los microARNs son unos ARNs pequeños que cuando se unen a los ARNs mensajeros, inducen su degradación o evitan que se transduzcan en las correspondientes proteínas. El microARN miR-513 inhibe de esta manera la expresión del gen PD-L1 en algunos tipos celulares, como en los colangiocitos (células epiteliales de los conductos de la vesícula biliar). Los interferones, como el interferon-gamma pueden para la expresión de miR-513, causando el incremento de la expresión de PD-L1 en las células. De esta manera, aparte de un control por IRF-1, se refuerza la expresión de PD-L1 por interferón.

### Regulación epigenética
La regulación epigenética se basa en aquellas modificaciones químicas en el ADN o en proteínas asociadas al ADN como las histonas, que facilitan o inhiben (según los casos) la expresión de genes. En concreto, el promotor de PD-L1 es susceptible de modificación por metilación de ADN, frenando en algunos casos la expresión de PD-L1.

## Relevancia clínica

### Cáncer
El incremento de la expresión de PD-L1 es uno de los mecanismos que permiten a los cánceres evadir el ataque del sistema inmunitario. En algunos tipos de cáncer como el carcinoma renal, los niveles de expresión de PD-L1 se correlacionan con la agresividad del mismo 

Todavía se están desarrollando inhibidores de PD-L1 para aplicarlos como inmunoterapia contra  cáncer. Estos inhibidores, en su mayoría anticuerpos monoclonales específicos frente a PD-L1, están mostrando resultados significativos en ensayos clínicos y como terapias clínicas de primera línea (en cánceres que no han sido tratados previamente) y como terapias de segunda línea de tratamiento (en cánceres ya tratados con otras terapias) Los anticuerpos atezolizumab y avelumab son dos ejemplos utilizados actualmente en clínica.